# Physautotype

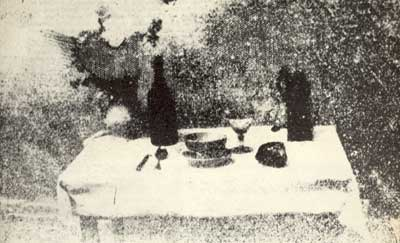
Physautotype attribué à Nicéphore Niépce (1832).

Le physautotype est un procédé photographique mis au point par Nicéphore Niépce et peut-être Louis Daguerre vers 1832, avant l'invention du daguerréotype qui en est inspirée.
La substance photosensible est obtenue en chauffant un peu de l'essence de lavande. Après évaporation partielle est obtenu un résidu brun. Ce goudron est dissous dans de l'alcool pour obtenir une solution jaune pâle, qui est versée sur une plaque d'argent ou de verre, qu'on laisse sécher en station verticale dans la pénombre. Après évaporation, il reste une couche très fine et blanchâtre à la surface de la plaque. C'est la surface photosensible. La plaque est insérée dans une chambre photographique. L'exposition est réputée devoir durer entre 3 et 8 heures, selon l'intensité lumineuse du sujet.
Après exposition, la plaque est positionnée au-dessus d'un récipient d'huile de pétrole blanche, face vers le bas, afin que la couche sensible reçoive les émanations (vapeurs de pétrole). Les parties qui n'ont pas reçu la lumière deviennent transparentes, tandis que les autres restent blanchâtres. L'image apparait en quelques minutes et elle n'a pas besoin d'une fixation, mais il faut la protéger d'une atmosphère agressive.
Le CNAM possède une reproduction de physautotype attribuée à Nicéphore Niépce, qui représente une Table servie datée de 1832 ou 1833. Il a fait l'objet d'une reconstitution à la maison de Nicéphore Niépce en 2004.